# Cockerelliella lumpurensis
Cockerelliella lumpurensis là một loài côn trùng cánh nửa trong họ Aleyrodidae, phân họ Aleyrodinae.
Cockerelliella lumpurensis được Corbett miêu tả khoa học đầu tiên năm 1935.